# Ksawerów Nowy
Ksawerów Nowy (od lat 1970. do 1998 Mosty) – wieś sołecka w Polsce położona w województwie mazowieckim, w powiecie białobrzeskim, w gminie Stromiec.
W latach 1975–1998 miejscowość administracyjnie należała do województwa radomskiego.
Przez miejscowość przepływa rzeczka Dyga, prawobrzeżny dopływ Pilicy.
Wierni Kościoła rzymskokatolickiego należą do parafii św. Jana Chrzciciela w Stromcu.